# Molash
Molash es una parroquia civil y un pueblo del distrito de Ashford, en el condado de Kent (Inglaterra).

## Geografía
Según la Oficina Nacional de Estadística británica, Molash tiene una superficie de 6,38 km².

## Demografía
Según el censo de 2001, Molash tenía 249 habitantes (55,42% varones, 44,58% mujeres) y una densidad de población de 39,03 hab/km². El 20,88% eran menores de 16 años, el 73,9% tenían entre 16 y 74 y el 5,22% eran mayores de 74. La media de edad era de 38,74 años. Del total de habitantes con 16 o más años, el 26,4% estaban solteros, el 56,85% casados y el 16,75% divorciados o viudos.
El 93,57% de los habitantes eran originarios del Reino Unido. El resto de países europeos englobaban al 3,61% de la población, mientras que el 2,81% había nacido en cualquier otro lugar. Según su grupo étnico, el 98,79% eran blancos y el 1,21% negros. El cristianismo era profesado por el 78,49% y el budismo por el 1,2%, mientras que el 7,97% no eran religiosos y el 12,35% no marcaron ninguna opción en el censo.
118 habitantes eran económicamente activos, 115 de ellos (97,46%) empleados y 3 (2,54%) desempleados. Había 91 hogares con residentes, 3 vacíos y 3 eran alojamientos vacacionales o segundas residencias.